# مصطفی اکرامی
مصطفی اکرامی (۳۱ خرداد ۱۳۶۲ - تهران) بازیکن فوتبال اهل ایران است.

## افتخارات
باشگاهی
- نائب قهرمانی لیگ برتر فوتبال ایران ۹۱-۹۰ به همراه باشگاه تراکتورسازی تبریز
- نائب قهرمانی لیگ برتر فوتبال ایران ۹۲–۱۳۹۱ به همراه باشگاه تراکتورسازی تبریز